# PSR J0538+2817
PSR J0538+2817 est un pulsar situé à environ 3 900 années-lumière de la Terre dans la constellation du Taureau. Découvert en 1996, il a suscité un certain intérêt du fait qu'il est physiquement associé au rémanent de supernova SNR G180.8-02.2.

## Découverte et premières propriétés
Découvert en 1994, mais étudié en détail seulement deux ans plus tard, PSR J0538+2817 apparaît dans un premier temps comme un objet d'âge intermédiaire : d'une période de rotation moyenne de 143,157776645(2) millisecondes, son ralentissement atteint les 3,668×10-15 s·s-1, ce qui lui confère un âge caractéristique d'environ 600 000 ans. Bien que situé dans le rémanent, il en est assez éloigné du centre (environ 40 minutes d'arc), se trouvant à peu près à mi-chemin entre le centre et le bord.

## Détermination de l'âge exact
L'âge du pulsar est surprenant quand comparé à celui de la nébuleuse à laquelle tout porte à croire qu'il est associé, nébuleuse dont l'âge ne semble pouvoir excéder 200 000 ans. La solution a ce paradoxe provient de ce que l'âge caractéristique est très surévalué dans le cas de pulsars jeunes, dont la période de rotation initiale ne diffère guère de la période de rotation actuelle. Pour déterminer l'âge de façon plus précise, il faut avoir recours à l'âge cinématique, se basant sur le temps qu'il faut au pulsar pour s'être écarté d'autant du centre de son rémanent du fait de son mouvement propre acquis lors de sa naissance et d'une asymétrie dans l'explosion de supernova qui l'a produit. Cette mesure du mouvement propre du pulsar put être réalisée en 2003. Obtenant un âge réel de (30±4)×103 ans, les astronomes purent ainsi déterminer que sa période de rotation initiale n'étant sans doute guère différente de l'actuelle, 139 ms au lieu des 143 ms actuels. La jeunesse du pulsar est également corroborée par le très haut degré de polarisation de son rayonnement, mesuré à 92 % ± 2 %.

## Autres propriétés
Le reste des caractéristiques physiques du pulsar ne présentent pas de particularités notables. Sa luminosité de ralentissement est de 5×1027 W et son champ magnétique de surface estimé à 7×107 T.